# Ніч голови
«Ніч голови» («Ночь председателя») — радянський телефільм 1981 року, знятий режисером Львом Мирським на Свердловській кіностудії.

## Сюжет
Все життя Павла Сергійовича пов'язане із рідним селом. Повернувшись із фронту, він очолив колгосп у рідному селі й став його незмінним головою. Тоді й зіпсувалися стосунки зі старшим братом Петром, який поїхав до міста. І ось нова зустріч братів через багато років.

## У ролях
- Михайло Глузький — Сухоруков Павло Степанович
- Альбіна Матвєєва — Серафима
- Петро Чернов — Петро Степанович Сухоруков, брат Павла
- Семен Морозов — Андрій Сухоруков, син Павла Степановича, чоловік Наді
- Наталія Єгорова — Ліда, сільський бібліотекар, кохана одруженого Андрія Сухорукова
- Вероніка Бєлковська — Зоя, секретар Сухорукова
- Ніна Енгель-Утіна — Олена Григорівна, дружина Петра Степановича Сухорукова
- Дмитро Шилко — Геннадій Сергійович Сергієвський, новий господар сільського будинку
- Марина Анічкова — Клава
- Микола Бадьєв — Юхим Іванович
- Валерій Величко — Тимофій, водій Сухорукова
- Неллі Вітепаш — Поліна Іванівна
- Олена Говорухіна — дочка Петра Сухорукова
- Володимир Іванов — епізод
- В'ячеслав Кириличев — епізод
- Микола Коляда — епізод
- Георгій Кондратьєв — епізод
- Володимир Лисенков — Клязін, зоотехнік
- Валерій Малишев — Симуков, тракторист
- Ірина Мосунова — завідувачка ферми
- Людмила Трусова — Сергієвська
- Віктор Чорноскутов — Петряєв

## Знімальна група
- Режисер — Лев Мирський
- Сценаристи — Йосип Ольшанський, Віктор Ольшанський
- Оператор — Геннадій Трубніков
- Композитор — Євген Крилатов
- Художник — Владислав Расторгуєв